# كوميكو كاشيواغي
كوميكو كاشيواغي (باليابانية: 柏木久美子) هي متزحلقة يابانية، ولدت في 9 أكتوبر 1978.

## وصلات خارجية
- كوميكو كاشيواغي على موقع الاتحاد الدولي للتزلج (التزلج على المنحدرات الثلجية) (الإنجليزية)
- كوميكو كاشيواغي على موقع أوليمبيديا (الإنجليزية)